# منتخب ميانمار لكرة القدم الشاطئية
منتخب ميانمار لكرة القدم الشاطئية ، هي منتخب وطني لكرة القدم في ميانمار ، شاركت في بطولة آسيان لكرة القدم الشاطئية سنة 2014م، وخرجت من دور المجموعات.

## وصلات خارجية
- Aseanfootball.org
- Aseanfootball.org
- The-afc.com